# Katrin Göring-Eckardt
Katrin Göring-Eckardt (Friedrichroda, 3 maggio 1966) è una politica tedesca, eletta con Alleanza 90/I Verdi al Bundestag, di cui è stata vicepresidente per il partito dal 2021 al 2025, carica che ha ricoperto anche dal 2005 al 2013. Dal 2009 al 2013 è stata presidente del Sinodo della Chiesa evangelica in Germania.

## Biografia
Katrin Eckhardt è nata il 3 maggio 1966 nella cittadina di Friedrichroda, vicino a Gotha in Turingia, all'epoca nella Germania dell'Est. I suoi genitori erano entrambi ballerini. Era membro attivo della Gioventù tedesca libera (tedesco: Freie Deutsche Jugend, abbreviato FDJ). Dopo aver completato la maturità presso la Erweiterte Oberschule a Gotha nel 1984, ha iniziato a studiare teologia luterana all'Università di Lipsia fino al 1988 senza conseguire però una laurea.

## Carriera politica

### Nel partito
Fino alla Rivoluzione pacifica e Die Wende nella Germania dell'Est, Göring-Eckardt ha lavorato con l'Arbeitskreis Solidarische Kirche (AKSK). Nel 1989 è diventata membro fondatore del gruppo politico della Germania dell'Est chiamato Risveglio Democratico e, nel 1990, del movimento cittadino Democracy Now. Dal 1990 al 1993 è stata membro dell'esecutivo statale della Turingia dell'Alleanza 90. Come membro dei consigli statali della Turingia di Democracy Now e Alliance 90, ha partecipato ai negoziati per la fusione di Alliance 90 e dei Verdi, che nel 1990 si sono fusi con il Partito dei Verdi nella DDR per formare Alleanza 90/I Verdi.
Dopo la fusione, Göring-Eckardt ha lavorato nel Landtag della Turingia con lo stesso gruppo parlamentare come portavoce per le questioni femminili, la famiglia e i giovani. Dal 1998 al 2006 è stata anche membro del consiglio di partito di Alliance 90/The Greens. Dal 1995 al 1998 è stata dipendente del politico dei Verdi Matthias Berninger; nello stesso periodo, dal 1996 al 1998, è stata anche membro aggiunto dell'esecutivo federale dei Verdi. Fino al 1998 è stata membro dell'esecutivo nazionale del Partito dei Verdi della Turingia; era anche la portavoce dello stato con interruzioni durante il suo servizio.  Nel 2006, è stata ancora una volta assessore per il Comitato esecutivo dello Stato del Partito dei Verdi della Turingia.
Prima del ballottaggio per determinare i primi due candidati verdi nel novembre 2012 per le elezioni federali tedesche del 2013, Göring-Eckardt inizialmente si era espressa, invece di avere due candidati, a favore di un top team di ampio respiro. Un forte sostenitore della sua candidatura è stato, tra gli altri, Boris Palmer (sindaco di Tubinga), il partito era anche internamente "realista". Durante la sua candidatura, ha annunciato di impegnarsi a discutere in particolare su come risolvere l'ulteriore disgregazione della società. Voleva andare dalla gente perché diceva che gli altri valori sono cruciali come quelli puramente economici. Un fattore esemplificativo di tale scelta è stato il successo elettorale di Winfried Kretschmann come ministro-presidente del Baden-Württemberg nel 2011.  Rispetto alle concorrenti Claudia Roth e Renate Künast, che erano viste come addetti ai lavori, gli elettori hanno scelto Göring-Eckardt, più conservatrice. Vari media hanno descritto la sua performance come una correzione alla spinta di andare più a sinistra. Ma dopo le elezioni primarie Göring-Eckardt ha parlato a favore di una coalizione rosso-verde, La sinistra del partito ha valutato la buona prestazione in modo piuttosto critico, definendola una "presunta politica sociale".